# Томашполь (Хмельницкий район)
Томашполь (укр. Томашпіль) — село на Украине, находится в Хмельницком районе Винницкой области.
Код КОАТУУ — 0524885603. Население по переписи 2001 года составляет 595 человек. Почтовый индекс — 22066. Телефонный код — 4338.
Занимает площадь 2,4 км².
В селе действует храм Великомученицы Параскевы Пятницы Хмельницкого благочиния Винницкой епархии Украинской православной церкви.

## Адрес местного совета
22066, Винницкая область, Хмельницкий р-н, с. Порик, ул. Ленина, 60а